# Vinay (Marne)
Pour les articles homonymes, voir Vinay.
Vinay est une commune française, située dans le département de la Marne en région Grand Est.

## Géographie

### Localisation
|                       | Épernay            |                  |
| Saint-Martin-d'Ablois | Vinay              | Moussy           |
|                       | Brugny-Vaudancourt | Chavot-Courcourt |

### Hydrographie
La commune est dans la région hydrographique « la Seine de sa source au confluent de l'Oise (exclu) » au sein du bassin Seine-Normandie. Elle est drainée par le Cubry, le cours d'eau 01 du Mont au Marché, le Fossé 01 de la Croix et le Fossé 01 du Pont de Bois,.
Le Cubry, d'une longueur de 14 km, prend sa source dans la commune de Saint-Martin-d'Ablois et se jette  dans la Marne à Magenta, après avoir traversé six communes. 

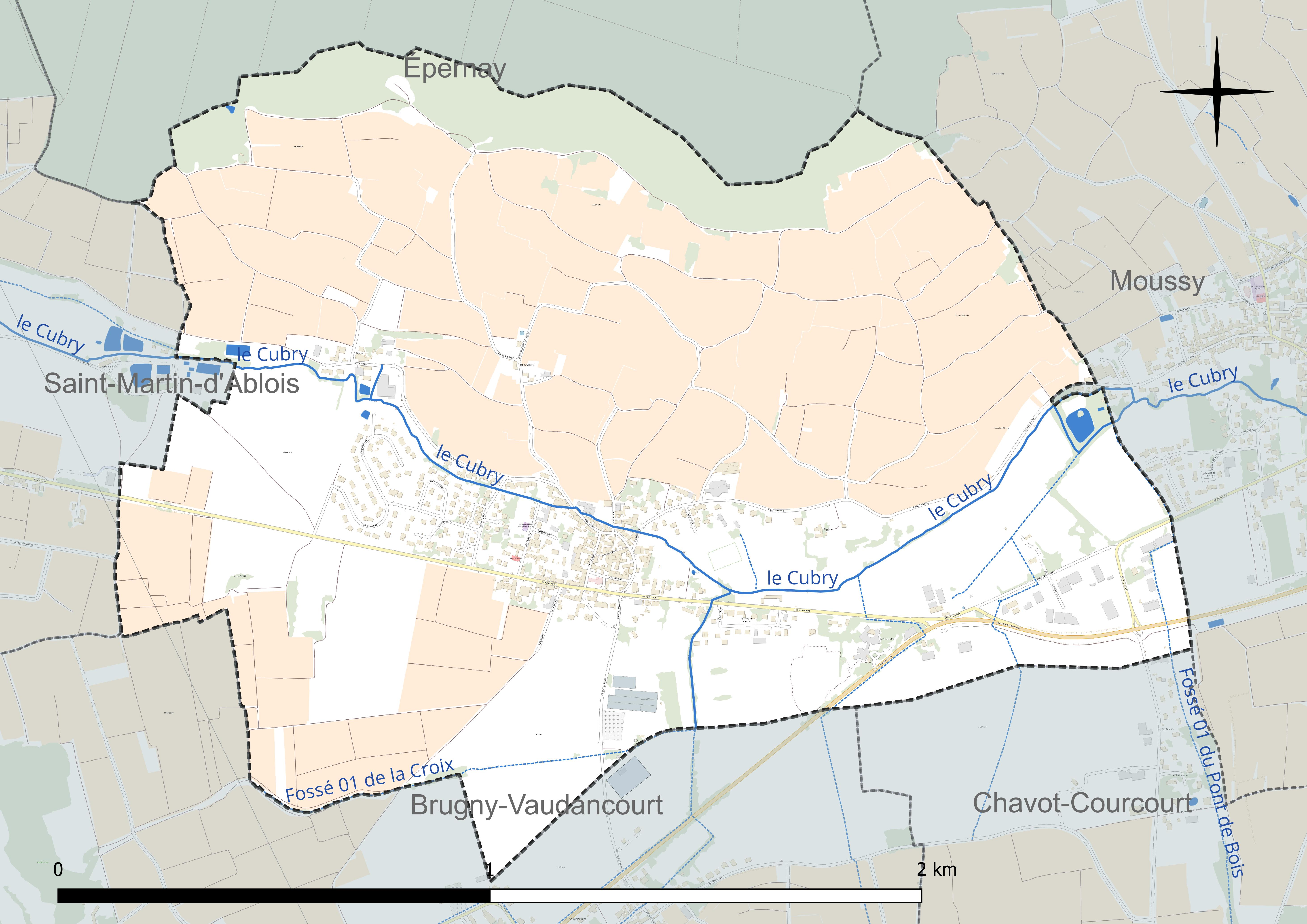
Réseau hydrographique de Vinay.

### Climat
Pour des articles plus généraux, voir Climat du Grand Est et Climat de la Marne.
En 2010, le climat de la commune est de type climat océanique dégradé des plaines du Centre et du Nord, selon une étude du Centre national de la recherche scientifique s'appuyant sur une série de données couvrant la période 1971-2000. En 2020, Météo-France publie une typologie des climats de la France métropolitaine dans laquelle la commune est exposée à un climat océanique altéré et est dans la région climatique  Nord-est du bassin Parisien, caractérisée par un ensoleillement médiocre, une pluviométrie moyenne régulièrement répartie au cours de l’année et un hiver froid (3 °C). 
Pour la période 1971-2000, la température annuelle moyenne est de 10,7 °C, avec une amplitude thermique annuelle de 15,8 °C. Le cumul annuel moyen de précipitations est de 709 mm, avec 12,1 jours de précipitations en janvier et 8,7 jours en juillet. Pour la période 1991-2020, la température moyenne annuelle observée sur la station météorologique de Météo-France la plus proche, « Chouilly », sur la commune de Chouilly à 9 km à vol d'oiseau, est de 11,4 °C et le cumul annuel moyen de précipitations est de 668,9 mm. 
La température maximale relevée sur cette station est de 40,3 °C, atteinte le 25 juillet 2019 ; la température minimale est de −12,3 °C, atteinte le 5 février 2012,,. 
Les paramètres climatiques de la commune ont été estimés pour le milieu du siècle (2041-2070) selon différents scénarios d'émission de gaz à effet de serre à partir des nouvelles projections climatiques de référence DRIAS-2020. Ils sont consultables sur un site dédié publié par Météo-France en novembre 2022.

## Urbanisme

### Typologie
Au 1er janvier 2024, Vinay est catégorisée commune rurale à habitat dispersé, selon la nouvelle grille communale de densité à sept niveaux définie par l'Insee en 2022.
Elle appartient à l'unité urbaine d'Épernay, une agglomération intra-départementale regroupant sept  communes, dont elle est une commune de la banlieue,,. Par ailleurs la commune fait partie de l'aire d'attraction d'Épernay, dont elle est une commune de la couronne,. Cette aire, qui regroupe 44 communes, est catégorisée dans les aires de 50 000 à moins de 200 000 habitants,.

### Occupation des sols
L'occupation des sols de la commune, telle qu'elle ressort de la base de données européenne d’occupation biophysique des sols Corine Land Cover (CLC), est marquée par l'importance des territoires agricoles (76,1 % en 2018), en diminution par rapport à 1990 (84,2 %). La répartition détaillée en 2018 est la suivante : cultures permanentes (55 %), zones urbanisées (17,8 %), zones agricoles hétérogènes (11,2 %), terres arables (9,9 %), forêts (6,1 %).
L'évolution de l’occupation des sols de la commune et de ses infrastructures peut être observée sur les différentes représentations cartographiques du territoire : la carte de Cassini (XVIIIe siècle), la carte d'état-major (1820-1866) et les cartes ou photos aériennes de l'IGN pour la période actuelle (1950 à aujourd'hui).

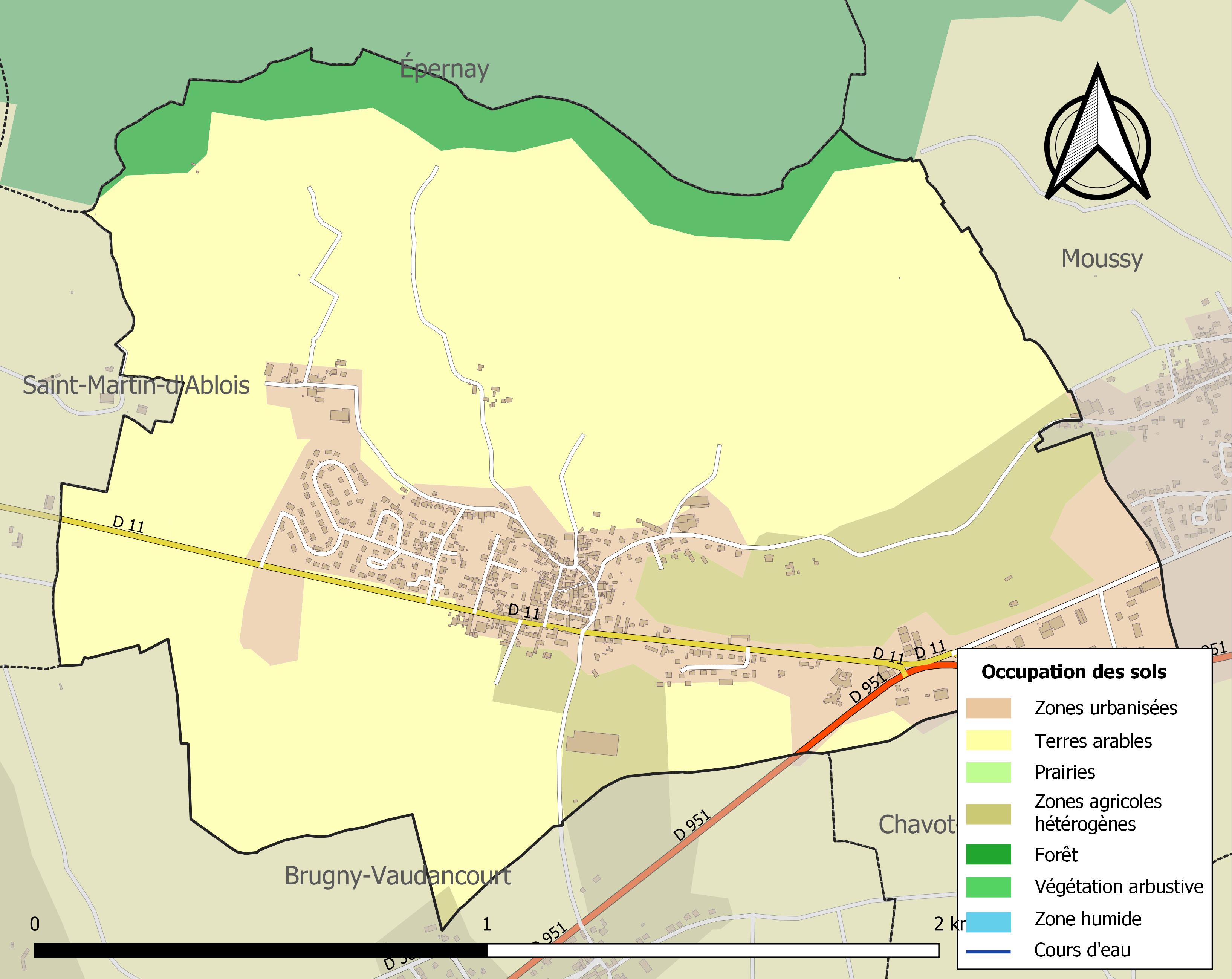
Carte des infrastructures et de l'occupation des sols de la commune en 2018 (CLC).

### Voies de communication et transports
Membre de la communauté d'agglomération Épernay, Coteaux et Plaine de Champagne, Vinay bénéficie du service de transport à la demande (TAD) du réseau Mouvéo. La commune dispose de trois arrêts (Église, Mairie et Bourgogne) sur la ligne H entre Brugny-Vaudancourt et Épernay, qui propose en 2025 trois allers et trois retours par jour (du lundi au samedi hors jours fériés).

## Toponymie
Attestée sous les formes Vedeniacus en 988, Vineium en 1145[réf. nécessaire].

## Politique et administration

### Rattachements administratifs et électoraux

#### Rattachements administratifs
La commune se trouve dans l'arrondissement d'Épernay au sein du département de la Marne et de la région Grand Est.
Elle a fait partie du canton de Saint-Martin (1793), du canton d'Épernay (1801) puis du canton d'Épernay-2 (1973). Dans le cadre du redécoupage cantonal de 2014 en France, cette circonscription administrative territoriale a disparu, et le canton n'est plus qu'une circonscription électorale.

#### Rattachements électoraux
Pour les élections départementales, la commune fait partie depuis 2014 du canton d'Épernay-2.
Pour l'élection des députés, elle fait partie de la troisième circonscription de la Marne.

### Intercommunalité
Vinay était membre de la communauté de communes Épernay Pays de Champagne, un établissement public de coopération intercommunale (EPCI) à fiscalité propre créé en 2001 et auquel la commune avait transféré un certain nombre de ses compétences, dans les conditions déterminées par le Code général des collectivités territoriales.
Dans le cadre des dispositions de la loi portant nouvelle organisation territoriale de la République du 7 août 2015, qui prévoit que les établissements publics de coopération intercommunale (EPCI) à fiscalité propre doivent avoir un minimum de 15 000 habitants, cette intercommunalité a fusionné avec la communauté de communes de la Région de Vertus pour former, le 1er janvier 2017, la communauté d'agglomération Épernay, Coteaux et Plaine de Champagne, dont est désormais membre la commune.
Vinay est par ailleurs membre de plusieurs EPCI sans fiscalité propre : le SIVU de transports scolaires de Saint-Martin-d'Ablois, le SIVU scolaire de Brugny-Ablois-Vinay et le syndicat mixte intercommunal d'énergies de la Marne.

### Liste des maires
| Période                                  | Période  | Identité     | Étiquette | Qualité                        |
| ---------------------------------------- | -------- | ------------ | --------- | ------------------------------ |
| Les données manquantes sont à compléter. |          |              |           |                                |
| 1847                                     | 1850     | M Tausserat  |           |                                |
| Les données manquantes sont à compléter. |          |              |           |                                |
| 2001                                     | 2012     | Isabelle Ouy |           |                                |
| 2012                                     | En cours | Éric Filaine |           | Réélu pour le mandat 2020-2026 |

### Jumelages
Au 1er janvier 2023, Vinay n'est jumelée avec aucune ville.

## Équipements et services publics

### Eau et déchets
L'approvisionnement en eau potable et l'assainissement des eaux usées sont des compétences de la communauté d'agglomération Épernay Agglo Champagne, gérées par le biais de son service « Régie Eau et Assainissement » depuis le 1er janvier 2022. La commune de Vinay est alimentée en eau potable par plus de trois captages. L'assainissement collectif y est assuré par la Société d'Assainissement de l'Agglomération d'Épernay, qui gère la station d'épuration d'Épernay-Mardeuil dans le cadre d'une délégation de service public confiée à Suez de 2022 à 2030.
La communauté d'agglomération est également compétente en matière de déchets. La collecte des ordures ménagères résiduelles, des déchets recyclables et des biodéchets est réalisée en porte à porte, par mise à disposition de trois bacs distincts. La communauté d'agglomération adhèrant au syndicat de valorisation des ordures ménagères de la Marne (SYVALOM), ces déchets sont amenés au centre de transfert départemental de Pierry puis valorisés sur le site de La Veuve. La collecte du verre et des textiles se fait en apport volontaire. La communauté d'agglomération met par ailleurs trois déchèteries à disposition de ses habitants : à Magenta, Pierry et Voipreux.

### Enseignement
Vinay fait partie de l'académie de Reims.
La commune dépend du groupe scolaire de Saint-Martin-d'Ablois, géré par le syndical intercommunal scolaire de Brugny - Ablois - Vinay (SISCOBAVI),. Situé avenue Michel Destrez, il est composé d'une école maternelle de 37 élèves et d'une école élémentaire de 71 élèves (chiffres 2024-2025).
Les enfants de Vinay sont ensuite rattachés au collège Terres Rouges d'Épernay et au lycée Stéphane-Hessel d'Épernay.
Pour les plus petits, on y trouve une crèche : « Les Bulles aux Merveilles ».

### Postes et télécommunications
Les bureaux de poste les plus proches sont les agences postales communales de Saint-Martin-d'Ablois et Pierry. Les boîtes aux lettres de La Poste les plus proches se trouvent quant à elles dans les communes voisines de Brugny-Vaudancourt et Marne.

### Justice, sécurité et secours
Du point de vue judiciaire, Vinay relève du conseil de prud'hommes d'Épernay, du tribunal de commerce de Reims, du tribunal judiciaire, du tribunal paritaire des baux ruraux et du tribunal pour enfants de Châlons-en-Champagne, dans le ressort de la cour d'appel de Reims. Pour le contentieux administratif, la commune dépend du tribunal administratif de Châlons-en-Champagne et de la cour administrative d'appel de Nancy.
Vinay est située en secteur Gendarmerie nationale et dépend de la brigade d'Épernay.
En matière d'incendie et de secours, la caserne la plus proche est celle d'Épernay, rattachée au Service départemental d'incendie et de secours (SDIS) de la Marne. 

## Population et société

### Démographie
L'évolution du nombre d'habitants est connue à travers les recensements de la population effectués dans la commune depuis 1793. Pour les communes de moins de 10 000 habitants, une enquête de recensement portant sur toute la population est réalisée tous les cinq ans, les populations de référence des années intermédiaires étant quant à elles estimées par interpolation ou extrapolation. Pour la commune, le premier recensement exhaustif entrant dans le cadre du nouveau dispositif a été réalisé en 2004.

En 2022, la commune comptait 535 habitants, en évolution de −12,15 % par rapport à 2016 (Marne : −1,19 %, France hors Mayotte : +2,11 %).
| 1793 | 1800 | 1806 | 1821 | 1831 | 1836 | 1841 | 1846 | 1851 |
| ---- | ---- | ---- | ---- | ---- | ---- | ---- | ---- | ---- |
| 266  | 275  | 320  | 320  | 342  | 345  | 391  | 358  | 379  |

| 1856 | 1861 | 1866 | 1872 | 1876 | 1881 | 1886 | 1891 | 1896 |
| ---- | ---- | ---- | ---- | ---- | ---- | ---- | ---- | ---- |
| 326  | 335  | 330  | 333  | 386  | 401  | 477  | 438  | 455  |

| 1901 | 1906 | 1911 | 1921 | 1926 | 1931 | 1936 | 1946 | 1954 |
| ---- | ---- | ---- | ---- | ---- | ---- | ---- | ---- | ---- |
| 428  | 414  | 367  | 376  | 356  | 338  | 311  | 304  | 317  |

| 1962 | 1968 | 1975 | 1982 | 1990 | 1999 | 2004 | 2006 | 2009 |
| ---- | ---- | ---- | ---- | ---- | ---- | ---- | ---- | ---- |
| 336  | 383  | 505  | 513  | 489  | 463  | 496  | 489  | 522  |

| 2014 | 2019 | 2022 | - | - | - | - | - | - |
| ---- | ---- | ---- | - | - | - | - | - | - |
| 600  | 549  | 535  | - | - | - | - | - | - |

### Sports et loisirs
• Un nouveau skate parc a été créé pour les jeunes, qui sera agrémenté de nouveaux éléments.

## Économie

### Revenus de la population et fiscalité
En 2021, la commune compte 245 ménages fiscaux, regroupant 551 personnes.
Le revenu disponible par unité de consommation est alors de 28 200 €, nettement supérieur à celui de la communauté d'agglomération d'Épernay (23 370 €), du département de la Marne (22 830 €) et de la France métropolitaine (23 080 €). Pour des raisons de secret statistique, le taux de pauvreté à Vinay n'est pas communiqué par l'Insee.
En matière de fiscalité locale des particuliers, les taux globaux appliqués à Vinay en 2024 sont de 46,66 % pour la taxe foncière sur les propriétés bâties (contre 38,33 % à l'échelle départementale), 29,37 % pour la taxe foncière sur les propriétés non bâties (contre 37,65 %), 22,33 % pour la taxe d'habitation sur les résidences secondaires et les logements vacants (contre 24,16 %) et 9,38 % pour la taxe d'enlèvement des ordures ménagères (contre 10,88 %).

### Emploi
Vinay appartient à la zone d'emploi d'Épernay.
En 2022, le taux d'activité des 15-64 ans est de 77,1 %, comparable à celui de la communauté d'agglomération (77,9 %) et supérieur au taux d'activité du département (74,6 %) et de la France métropolitaine (75,3 %). Pour cette même catégorie de population, le taux de chômage est de seulement 2,6 % contre 11  % pour la communauté d'agglomération, 11,8 % pour la Marne et 11,3 % pour la France métropolitaine.
En 2022, Vinay compte 181 emplois, dont 70,1 % de salariés et 29,9 % de non-salariés. Avec 240 actifs y résidant, la commune a alors un indicateur de concentration d'emploi de 75,2. Dans les faits, 19,4 % des actifs résidant à Vinay y travaillent tandis que 80,6 % travaillent dans une autre commune.

### Entreprises, commerces et agriculture
En 2022, la commune compte 44 établissements économiquement actifs (hors agriculture).
En 2024, la commune dispose d'une boulangerie.
En 2020, Vinay compte 72 exploitations agricoles, pour une surface agricole utilisée de 87 hectares et 55 emplois à temps plein. Selon l'Agreste, la production agricole de la commune est spécialisée dans la viticulture. Vinay fait en effet partie des appellations d'origine contrôlée « champagne » et « coteaux-champenois ».

## Culture locale et patrimoine

### Lieux et monuments

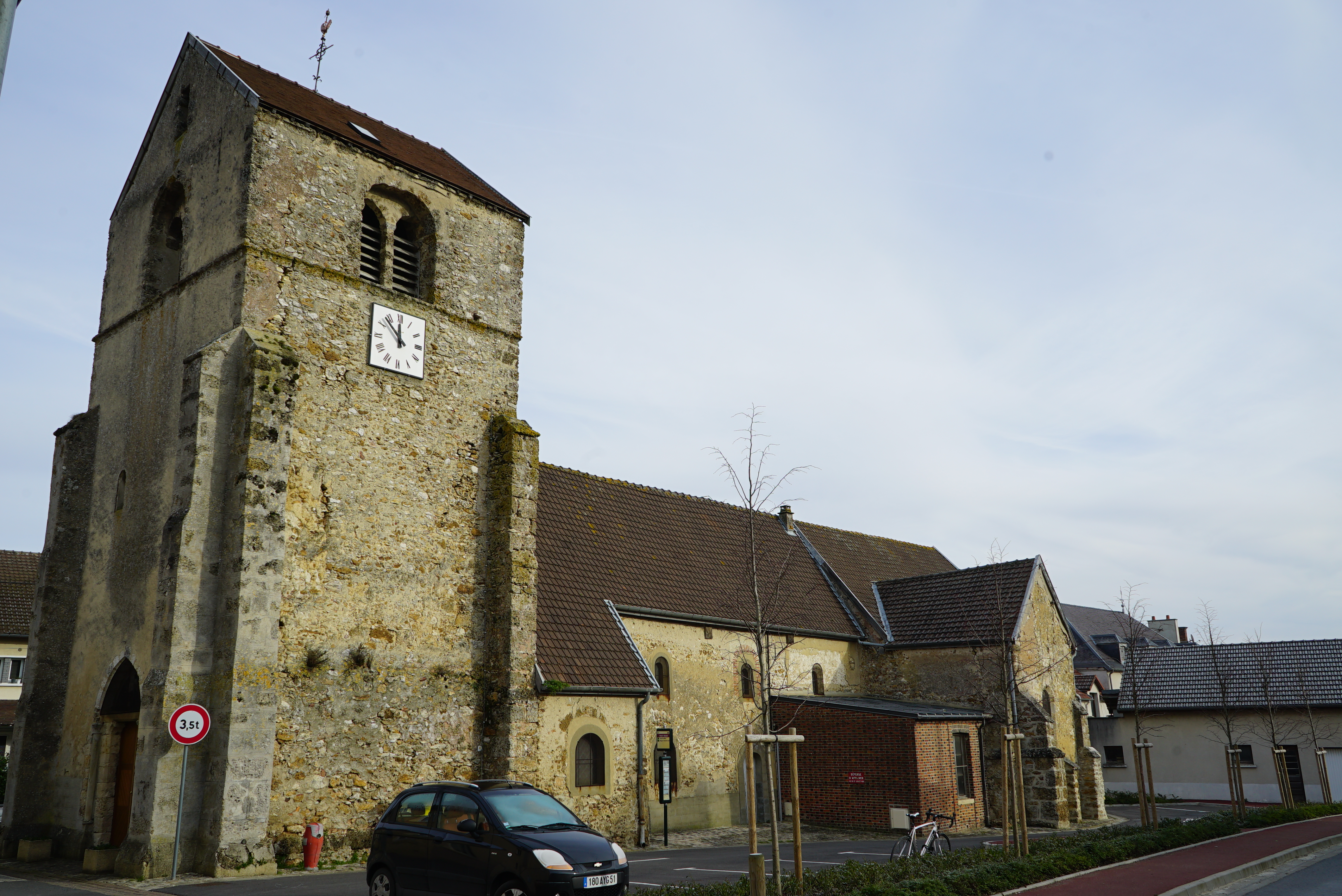
L'église.

• L'église paroissiale, dédiée à Saint-Gervais et Saint-Protais.

### Héraldique
| Blason de Vinay | Blason  | D'azur au chevron d'or accompagné, en chef, de deux haches d'armes d'or, les fers affrontés et, en pointe, d'un cep de vigne du même. |
| Blason de Vinay | Détails | Le statut officiel du blason reste à déterminer.                                                                                      |